# Squama

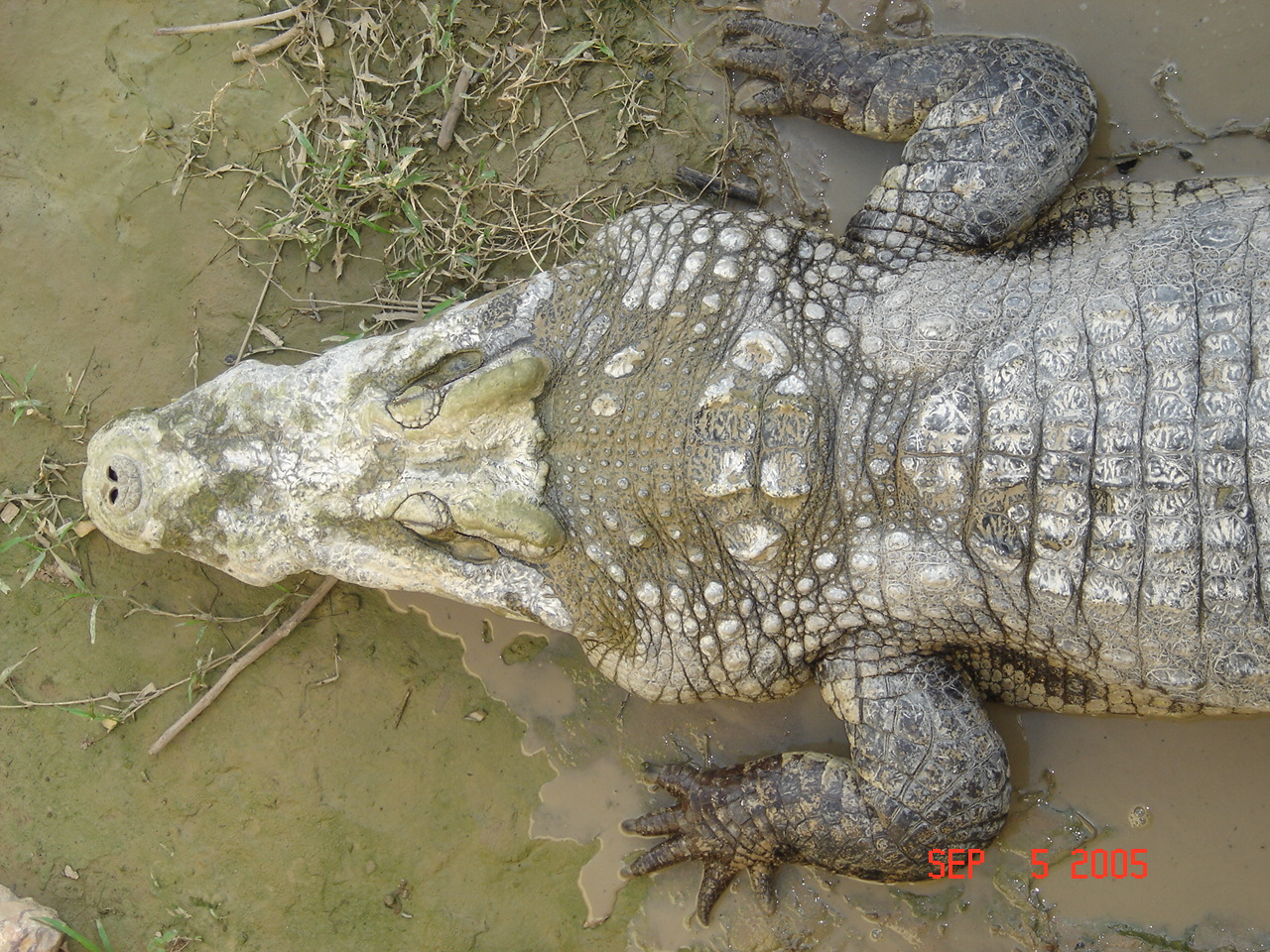
Le squame di un coccodrillo.

Le squame sono ispessimenti cornei cutanei, presenti nei rettili dove coprono la maggior parte della superficie corporea e, solo in piccole aree, negli uccelli ed in alcuni mammiferi.
Servono a proteggere il corpo dalla disidratazione o da altri fenomeni

## Origine
Le squame, a differenza delle scaglie dei pesci (di origine dermica e ossificate) sono di origine epidermica: lo strato esterno della cute si ipercheratinizza formando una zona molto resistente agli agenti esterni. Tale ipercheratinizzazione non è però continua: tra le squame rimangono piccole strisce di cute sottile per permettere la flessibilità del corpo.

## Tipi

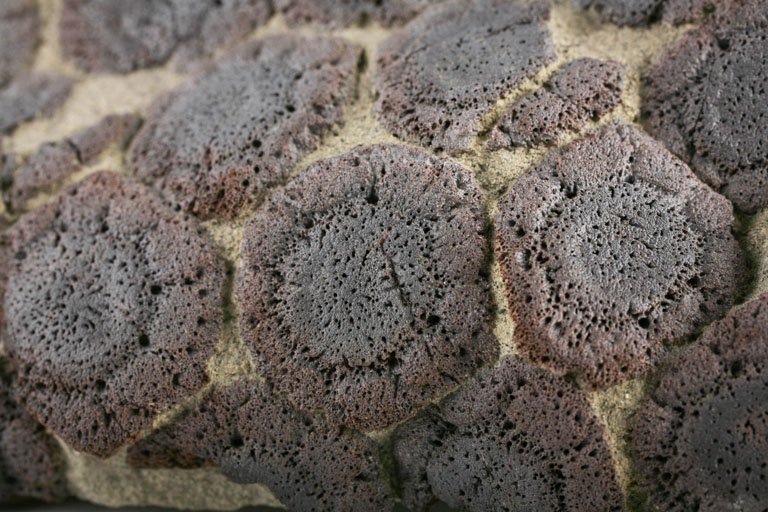
Il dettaglio di squame di Glyptodon

Se le squame sono rilevate (e generalmente di forma lenticolare) si parla di squame tubercoliformi. Queste sono ritenute dagli anatomi comparati, le più primitive.
Se invece sono appiattite (generalmente di forma poligonale) si parla di squame scudate. Queste ultime possono avere disposizione rettilinea oppure a quinconce ed essere anche parzialmente embricate (talvolta con piccoli rinforzi ossei di origine dermica al loro interno). È il caso ad esempio di quelle presenti nel pangolino.
Le squame scudate sono le più tipiche dei rettili e, specialmente sul capo, hanno disegni precisi che possono rappresentare un buon criterio di classificazione per esempio nel caso di serpenti e lacertiliani. Nei loricati (i coccodrilli) sono rinforzate da osso nella regione dorsale ma non in quella ventrale. Nei cheloni (le tartarughe) il rinforzo osseo all'interno delle squame dorsali è molto consistente sì da formare il robusto carapace ma non è presente nelle squame della testa del collo e delle zampe.
Negli uccelli si ha una squamatura scudata che riveste le zampe: solo in alcune razze di polli le zampe sono invece piumate.
Nei mammiferi le squame sono presenti sulla coda di topi, ratti e roditori oltre che sulla regione dorsale del tronco, testa ed arti del già citato pangolino.
Gli Armadilli hanno squame di tipo scudato con un piccolo rinforzo osseo al loro interno.